# Mysidia flavilla
Mysidia flavilla är en insektsart som beskrevs av Broomfield 1985. Mysidia flavilla ingår i släktet Mysidia och familjen Derbidae. Inga underarter finns listade i Catalogue of Life.